# Zombie Land Saga
Zombie Land Saga (ゾンビランドサガ, Zonbi Rando Saga), également stylisée Zombieland Saga, est une série d'animation japonaise produite par Cygames en collaboration avec avex pictures et animée par le studio MAPPA. Celle-ci est diffusée pour la première fois au Japon entre le 4 octobre et le 20 décembre 2018,. Une adaptation manga est prépubliée sur le site Cycomi de Cygames entre octobre 2018 et juin 2021. Une suite intitulée Zombie Land Saga Revenge est diffusée entre le 8 avril et le 24 juin 2021,.

## Intrigue
En 2008, Sakura Minamoto, une lycéenne rêvant d'être une idol, est brutalement tuée dans un accident de la route. Dix ans plus tard, Sakura et six filles « légendaires » de différentes époques de l'histoire du Japon sont ramenées à la vie sous la forme de zombies par un certain Kōtarō Tatsumi, qui cherche à sauver la préfecture de Saga en constituant un groupe d'idoles composé uniquement de zombies appelé Furanchouchou (フランシュシュ, Furanshushu).

## Personnages
Sakura Minamoto (源 さくら, Minamoto Sakura)
Voix japonaise : Kaede Hondo
Une lycéenne, qui rêvait de devenir une idole, décédée en 2008 après avoir été renversée par un camion. Étant la première des zombies à reprendre conscience après sa résurrection, elle est surnommée « Zombie no 1 » (ゾンビ1号, Zonbi Ichi-gō), mais elle n'a conservé aucun souvenir du temps où elle était encore vivante. Cependant, elle se rappelle parfois de son passé lors de ses représentations, une raison pour laquelle elle rejoint Franchouchou et partage les idées folles de Kōtarō.
Kōtarō Tatsumi (巽 幸太郎, Tatsumi Kōtarō)
Voix japonaise : Mamoru Miyano
Un producteur frénétique qui a ressuscité Sakura et les autres filles en zombies afin de revitaliser la préfecture de Saga en formant un groupe d'idoles. Il donne le nom provisoire de « Death Musume » (デス娘, Desu musume) au groupe, puis choisit de les nommer « Green Face » (グリーンフェイス, Gurīnfeisu), avant qu'elles optent d'elles-mêmes pour « Furanchouchou ». Il est un maquilleur qualifié, capable de faire passer les zombies pour de simples humaines lors de leurs apparitions publiques. Il transporte également une réserve de calmars séchés avec lui pour apaiser les zombies.
Saki Nikaidō (二階堂 サキ, Nikaidō Saki)
Voix japonaise : Asami Tano
Surnommée « Zombie no 2 » (ゾンビ2号, Zonbi Ni-gō), elle est une délinquante et une ancienne chef de gang de motards, nommé « Dorami » (怒羅美), qui a conquis tout Kyūshū avant sa mort durant une course en 1997. Bien qu'elle ne soit pas intéressée à devenir une idole au début, elle rejoint finalement  le groupe après avoir tissé des liens avec Sakura. Elle est la leader des Furanchouchou, mais uniquement parce que personne d'autre n'a souhaité l'être.
Ai Mizuno (水野 愛, Mizuno Ai)
Voix japonaise : Risa Taneda
Surnommée « Zombie no 3 » (ゾンビ3号, Zonbi San-gō), elle est l'ancienne chanteuse principale du groupe d'idoles « Iron Frill » (アイアンフリル, Aianfuriru), dont Sakura était une fan lorsqu'elle était en vie. Elle a été tuée après avoir été frappée par la foudre lors d'un concert. Sceptique au départ sur le concept de Franchouchou, elle est finalement persuadée de rejoindre le groupe ; l'autre raison qui l'a poussée à les rejoindre est de surmonter sa mort dont elle ne veut pas se souvenir après avoir découvert qu’elle est devenue célèbre pour cette fin tragique.
Junko Konno (紺野 純子, Konno Junko)
Voix japonaise : Maki Kawase (ja)
Surnommée « Zombie no 4 » (ゾンビ4号, Zonbi Yon-gō), elle est une idole à la voix douce de l'ère Shōwa qui était populaire dans les années 1980 avant de mourir dans un accident d'avion. Elle est également au départ sceptique sur le concept de Franchouchou, mais elle est finalement persuadée de rejoindre le groupe. Cependant, venant d'une époque sans médias sociaux, elle ne sait pas comment interagir avec ses fans ; une peur qu'elle surmonte quand Kōtarō lui dit d'être son propre genre d'idole.
Yūgiri (ゆうぎり)
Voix japonaise : Rika Kinugawa (ja)
Surnommée « Zombie no 5 » (ゾンビ5号, Zonbi Go-gō), elle est une courtisane qui a vécu entre la période du Bakumatsu et l'ère Meiji et a notamment permis la restauration du pouvoir impérial au milieu du XIXe siècle.
Lily Hoshikawa (星川 リリィ, Hoshikawa Ririi)
Voix japonaise : Minami Tanaka
Surnommée « Zombie no 6 » (ゾンビ6号, Zonbi Roku-gō), elle est une enfant actrice prodige dont le cœur sort de son corps après être devenue un zombie. Elle est également la plus jeune membre du groupe. Elle se révèle être un garçon ,, anciennement appelé Masao Gō (豪 正雄, Gō Masao), décédé d'une mort cérébrale à la suite du choc émotionnel mental provoqué par la croissance de sa pilosité faciale.
Tae Yamada (山田 たえ, Yamada Tae)
Voix japonaise : Kotono Mitsuishi
Surnommée « Zombie no 0 » (ゾンビ0号, Zonbi Zero-gō), elle est une fille qui est tout simplement « légendaire ». C'est la seule zombie qui n'a pas retrouvé sa conscience humaine. C'est elle qui nomme officiellement le groupe « Franchouchou », qui est dérivé de ses éternuements.
Policier A (警察官A, Keisatsukan A)
Voix japonaise : Hiroyuki Yoshino
Un officier de police anonyme qui rencontre à plusieurs reprises Sakura et les autres filles morts-vivants.
Romero (ロメロ)
Voix japonaise : Yasuhiro Takato (ja)
Le caniche toy de compagnie de Kōtarō, qui est aussi un zombie.

## Productions
Cygames a dévoilé la production de Zombie Land Saga en collaboration avec avex pictures et le studio d'animation MAPPA lors de l'Anime Expo, le 5 juillet 2018,. L'anime est réalisé par Munehisa Sakai avec les scripts écrits par Shigeru Murakoshi et les character designs de Kasumi Fukagawa. Kazuo Ogura en est le directeur artistique, Takashi Yanagida est le directeur de la photographie, Azusa Sasaki est la coloriste et Masahiro Gotō est responsable de l'édition. Yasuharu Takanashi compose la musique chez avex pictures, tandis que dugout en produit les effets sonores,. La série est diffusée pour la première fois au Japon sur AT-X entre le 4 octobre et le 20 décembre 2018, et un peu plus tard sur Tokyo MX, SUN, BS11, Saga TV et TVQ,. Celle-ci est composée de douze épisodes répartis dans trois coffrets Blu-ray/DVD.
Un projet faisant suite à la série a été annoncé le 27 juillet 2019. Celui-ci est intitulé Zombie Land Saga Revenge (ゾンビランドサガ リベンジ, Zonbi Rando Saga Ribenji),. Cette seconde saison est diffusée entre le  8 avril et le 24 juin 2021,.
Crunchyroll détient les droits de diffusion en simulcast de la série dans le monde entier, excepté en Asie,.
Le 17 octobre 2021, lors d'un événement concert de Franchouchou pour les fans de Zombie Land Saga, un film d'animation a été annoncé par Avex Pictures. Les dates de diffusion sont encore inconnues, mais le film serait donc la suite directe de la seconde saison de l'anime.

## Liste des épisodes

### Zombie Land Saga
| No | Titre de l'épisode en français                                                                                                  | Titre original | Date de 1re diffusion |
| --- | --- | --- | --------------------- |
| 1 | Good morning Saga | グッドモーニング SAGA Guddo Mōningu Saga | 4 octobre 2018        |
| Sakura Minamoto, une lycéenne qui aspire à devenir une idole, est subitement percutée par un camion. Quand elle se réveille, elle se retrouve dans un manoir rempli de zombies dans la préfecture de Saga, découvrant qu'elle est devenue elle-même un zombie après avoir s'être fait tirer dessus par un policier effrayé. Un homme du nom de Kōtarō Tatsumi explique qu'il a recruté Sakura, morte depuis dix ans, avec plusieurs autres filles zombies de différentes époques pour former un groupe d'idoles et sauver Saga. Ayant besoin de stimulation pour réveiller les autres filles de leur état de mort cérébrale, Kōtarō invite tout le monde à se produire lors d'un festival de death metal. En dépit des doutes de Sakura, les filles réagissent rapidement à la musique et s'en sortent en criant et en faisant du headbang seules, au cours desquelles Sakura retrouve certains souvenirs de son vivant. Bien que la performance se termine finalement par un désastre, presque tous les autres zombies parviennent à retrouver leurs esprits le lendemain. | | |                       |
| 2 | I love HipHop Saga | I♡HIPHOP SAGA | 11 octobre 2018       |
| Les zombies Ai Mizuno et Junko Konno, mécontentes de leur nouvelle situation, tentent de quitter le manoir, poussant une Sakura inquiète à les suivre. Les filles tentent d’éviter certains rappeurs qui tentent de les draguer, mais finissent par rencontrer le précédent policier et regagnent le manoir. Le lendemain, les filles se retrouvent dans une autre performance où elles ont failli briser leur mascarade en tant qu'humaines quand Tae Yamada - le seul zombie à ne pas avoir retrouvé la raison - est accidentellement décapitée. Tandis que Sakura essaie de présenter le démembrement de Tae comme une autre partie du numéro, elle entame une battle de rap avec Saki Nikaido, la zombie rebelle, ce qui impressionne à la fois cette dernière et le public. | | |                       |
| 3 | Dead or Live Saga | DEAD OR LIVE SAGA | 18 octobre 2018       |
| Alors que Kōtarō planifie un guerrilla gig (en), les filles tentent de choisir un nom pour leur groupe et choisissent finalement le nom de « Franchouchou ». Alors que les autres se motivent pour s’entraîner sur leur chorégraphie du jour au lendemain, Ai et Junko restent sceptiques, amenant les autres à commencer la représentation sans elles. La performance rencontre des difficultés après que Sakura a oublié ses paroles, mais Ai et Junko interviennent pour sauver le spectacle et parviennent à attirer au moins une fan. | | |                       |
| 4 | Warming Dead Saga | ウォーミング・デッド SAGA Wōmingu Deddo Saga | 25 octobre 2018       |
| Alors que leur budget est épuisé, Kōtarō envoie les filles se produire dans une station thermale d'Ureshiro afin de signer un contrat de sponsoring avec une société pharmaceutique. Après une visite guidée et une discussion sur leurs objectifs en tant qu'idoles, les filles découvrent que les timbres transdermiques qu'elles promeuvent sont très efficaces pour apaiser leurs muscles tendus, et elles n'hésiteront pas à les utiliser lors de leur performance. Plus tard dans la nuit, Sakura, Saki et Junko se faufilent dans les sources chaudes contre les instructions de Kōtarō, pour être ensuite découvertes par la présidente de la compagnie pharmaceutique sans leurs maquillages, la terrifiant et leur faisant perdre leur contrat. | | |                       |
| 5 | Un bel oiseau dans ton cœur Saga                                                                                                | 君の心にナイスバード SAGA Kimi no kokoro ni naisubādo Saga | 1er novembre 2018     |
| Pour accroître leur renommée, les filles se produisent dans une publicité pour le restaurant de poulet frit Drive-in Tori (DriTori) qui est montée avec des images de Tae tentant de dévorer la mascotte de l'entreprise. Plus tard, les filles participent aux Kashima Gatalympics tout en portant des t-shirts promotionnels Franchouchou comme coup de publicité. Lorsque les filles se retrouvent couvertes de boue au premier tour, elles sont obligées de se salir car leur maquillage est parti et risquent d'être démasquées si elles se nettoyaient, gâchant ainsi leur auto-promotion. Après que Tae a remporté le premier prix, Sakura se souvient de lui avoir donné un t-shirt de rechange et lui dit d'enlever son haut boueux, pour découvrir seulement que la chemise propre en dessous était en réalité destinée à DriTori. Pendant ce temps, un journaliste présent, Ōkoba, reconnaît Junko après avoir visionné la publicité de DriTori et décide de mener une enquête à son sujet.                                                                      | | |                       |
| 6 | Sentimental Saga | だってセンチメンタル SAGA Datte Senchimentaru Saga | 8 novembre 2018       |
| Alors que Franchouchou tient une séance de photos avec un petit groupe de fans, Ai et Junko se disputent pour donner leurs points de vue divergents sur la manière dont les idoles devraient interagir avec leurs fans. Junko a expliqué à Sakura à quel point elle avait essayé de devenir une idole dans la vie, avant de mourir dans un accident d'avion avant sa première tournée ; sentant que sa mentalité démodée sur les idoles gêne les autres filles, Junko envisage de quitter Franchouchou. Pendant ce temps, Ai révèle à Saki qu'elle est décédée après avoir reçu un coup de foudre lors d'un concert en plein air, la laissant ainsi avec une peur des éclairs et une détermination à ne pas se laisser dépasser par sa propre mort. Le lendemain, Kōtarō annonce que Franchouchou participera au festival Saga Rock, mais Ai et Junko étant encore en désaccord, le groupe se sent mal à l'aise. | | |                       |
| 7 | Mais Zombie Mental Saga | けれどゾンビメンタル SAGA Keredo Zonbi Mentaru Saga | 15 novembre 2018      |
| Junko refuse de s'entraîner pour la performance de Franchouchou au Saga Rock et s'enferme, obligeant Ai à couvrir sa partie. La veille du spectacle, Kōtarō assure à Junko qu'elle n'a pas besoin de suivre les normes modernes de l'industrie des idoles, mais l'a convaincue de rejoindre le groupe. Lorsqu'un orage frappe pendant leur représentation, Ai tombe sur scène et a du mal à chanter, mais Junko lui apporte son soutien et l'aide à surmonter sa peur. Au milieu de leur chant, les zombies sont frappées par la foudre, qui illumine leur corps, filtre électriquement leur voix et leur permet de créer une lumière laser avec leurs doigts. Le public et les médias sont impressionnés par ces effets spéciaux supposés, et Franchouchou est présenté comme le groupe d'idoles à succès du Saga Rock. | | |                       |
| 8 | Go Go Neverland Saga | GOGO ネバーランド SAGA GoGo Nebārando Saga | 22 novembre 2018      |
| Alors que Franchouchou profite de nombreux concerts et événements, un grand homme, Takeo Gō, assiste à l'un de leurs événements après avoir reconnu l'enfant vedette Lily Hoshikawa. Lily explique à Sakura qu'il s'agissait de son père, révélant au passage qu'elle était un garçon anciennement connu sous le nom de Masao Go, décédé à la suite du choc provoqué par la croissance de sa pilosité faciale au cours de sa carrière télévisuelle stressante. Réalisant à quel point Takeo tenait à Lily, Franchouchou l'invite à un concert spécial où Lily interprète une chanson spéciale pour lui faire ses adieux. | | |                       |
| 9 | Je suis morte une fois pour ressusciter, si chanter et danser sont ma destinée, je persévérerai en mémoire de mes amies de Saga | 一度は尽きたこの命 なんの因果か蘇り 歌い踊るが宿命なら 親友への想いを胸に秘め 貫くまでよ己の SAGA Ichido wa tsukita kono inochi nan no inga ka yomigaeri utai odoru ga sadame nara tomo e no omoi o mune ni hime tsuranuku made yo onore no Saga | 29 novembre 2018      |
| Saki met fin à une altercation publique entre Franchouchou et les vestiges de son ancien gang de motards, Dorami, dont la dirigeante actuelle, Maria Amabuki, est défiée par le gang rival Korosuke pour une course mortelle vers une falaise au mont Kagami. Maria accepte le défi au mépris de sa mère, Reiko Kirishima, amie de Saki et ancienne boss de Dorami, qui a pris sa retraite du gang pour une vie de couple normale après la mort de Saki lors de la même course en 1997. En apprenant ce défi, Saki prend la place de Maria avec la moto de Reiko, qu'elle détruit dans une explosion après avoir sauté une seconde fois par-dessus la falaise. Après que Saki soit revenue indemne, Reiko la frappe et la réprimande pour son insouciance, cette dernière regagnant même le respect de Maria. Saki et le reste de Franchouchou célèbrent la réconciliation de Reiko et Maria en effectuant un concert d'idoles pour les deux gangs. | | |                       |
| 10 | No Zombie No Idole Saga | NO ZOMBIE NO IDOL SAGA | 6 décembre 2018       |
| Les Franchouchou doivent donner un concert à Arpino, ce qui pourrait, selon Sakura, lui permettre de retrouver ses souvenirs. Lorsque les filles sont envoyées à la montagne dans le cadre de leur entraînement, Sakura est agacée par le fait que tout le monde est plus concentré sur la survie en pleine nature que sur l'entraînement de leur représentation. Alors que les choses commencent à devenir plus difficiles entre Sakura et les autres, elle observe le travail d'équipe des autres et se rend compte qu'elle agissait de manière égoïste. Une semaine avant le concert, Sakura est de nouveau percutée par un camion, ce qui lui fait revenir la mémoire de quand elle était encore en vie. | | |                       |
| 11 | Il n'existe qu'un seul Saga | 世界にひとつだけの SAGA Sekai ni hitotsu dake no Saga | 13 décembre 2018      |
| Perdant ses souvenirs de zombie pour retrouver ceux du temps où elle était encore vivante, Sakura reste avec la conviction pessimiste qu'elle ne peut pas réussir en tant qu'idole. Après que les autres ne parviennent pas à la raisonner, Sakura quitte la maison, se remémorant ensuite que toutes les tentatives faites pour essayer de faire quelque chose dans sa vie avaient conduit à quelque chose qui n'allait pas, y compris sa mort. En dépit de la négativité de Sakura, Kōtarō reste déterminé à ne pas l'abandonner. | | |                       |
| 12 | Good Morning Again Saga | グッドモーニングアゲイン SAGA Guddo Mōningu Agein Saga | 20 décembre 2018      |
| Alors que Sakura reste réfractaire à l'approche du concert, Yugiri et Tae lui montrent que les autres veulent se produire à ses côtés, quelles que soient leurs chances de réussite. Le jour du concert, d'importantes chutes de neige provoquent l'effondrement de la salle et ruine la scène, mais les filles continuent malgré tout leur représentation, encourageant Sakura à faire de même. Ensemble, elles réussissent à donner une performance réussie, Sakura retrouvant ainsi tous ses souvenirs. Plus tard, Okoba commence à remarquer une connexion entre les membres de Franchouchou et les personnes qu'elles étaient dans la vie. | | |                       |

### Zombie Land Saga Revenge
| No | Titre de l'épisode en français                     | Titre original                                                              | Date de 1re diffusion |
| -- | -------------------------------------------------- | --------------------------------------------------------------------------- | --------------------- |
| 1  | Good Morning Returns Saga                          | グッドモーニングリターンズ SAGA Guddo Mōningu Ritānzu Saga                  | 8 avril 2021          |
| 2  | La radio cassée de Saga                            | ぶっ壊れかけのレディオ SAGA Bukkoware kake no Redio Saga                    | 15 avril 2021         |
| 3  | Une acoustique d'amour et de jeunesse à Saga       | 愛と青春のアコースティック SAGA Ai to Seishun no Akōsutikku Saga            | 22 avril 2021         |
| 4  | Innocence électrique à Saga                        | 純情エレクトリック SAGA Junjō Erekutorikku Saga                             | 29 avril 2021         |
| 5  | Little Bodda Bope à Saga                           | リトルパラッポ SAGA Ritoru Parappo Saga                                     | 6 mai 2021            |
| 6  | Walking Bet Saga                                   | ウォーキング・ベット SAGA Wōkingu Betto Saga                                | 13 mai 2021           |
| 7  | Maimai Revolution Saga                             | マイマイレボリューション SAGA Maimai Reboryūshon Saga                       | 20 mai 2021           |
| 8  | L'affaire de Saga – Partie 1                       | 佐賀事変 其ノ壱 Saga Jihen sono ichi                                        | 27 mai 2021           |
| 9  | L'affaire de Saga – Partie 2                       | 佐賀事変 其ノ弐 Saga Jihen sono ni                                          | 3 juin 2021           |
| 10 | Comment les zombies prendront leur revanche ? Saga | ゾンビたちはどう復讐するのか SAGA Zonbi-tachi wa dō fukushū suru no ka Saga | 10 juin 2021          |
| 11 | Par exemple, tant que tu es là, Saga               | たとえ君がいるだけで SAGA Tatoe kimi ga iru dake de Saga                    | 17 juin 2021          |
| 12 | Le summum de l'histoire de Saga                    | 史上最大の SAGA Shijō saidai no Saga                                        | 24 juin 2021          |

## Chansons
Les chansons des opening et des ending sont interprétées par Franchouchou, un groupe composé de Kaede Hondo, Asami Tano, Risa Taneda, Maki Kawase, Rika Kinugawa et Minami Tanaka sous le nom de leur personnage,,.
| Saison                                | Début                                                                                             | Début                                                                                    | Fin                                                                           | Fin                                                                                           |
| Saison                                | Titre                                                                                             | Artiste(s)                                                                               | Titre                                                                         | Artiste(s)                                                                                    |
| ------------------------------------- | ------------------------------------------------------------------------------------------------- | ---------------------------------------------------------------------------------------- | ----------------------------------------------------------------------------- | --------------------------------------------------------------------------------------------- |
| Zombie Land Saga (1re saison)         | Adabana Necromancy (徒花ネクロマンシー, Adabana Nekuromanshī, litt. « Nécromancie infructueuse ») | - Paroles : Shin Furuya - Composition & arrangement : Yusuke Kato - Chant : Franchouchou | Hikari e (光へ, litt. « Vers la lumière »)                                    | - Paroles : Shin Furuya - Composition & arrangement : Yōsuke Yamashita - Chant : Franchouchou |
| Zombie Land Saga Revenge (2de saison) | Taiga yo tomo ni naite kure (大河よ共に泣いてくれ)                                                | NC                                                                                       | Yume o te ni, modoreru basho mo nai hibi o (夢を手に、戻れる場所もない日々を) | NC                                                                                            |

## Adaptation Manga
Megumu Soramachi réalise l'adaptation manga de la série dont la prépublication est lancée sur le site Cycomi de Cygames depuis le 8 octobre 2018. Elle détaille davantage les activités de Kōtarō et les événements principaux qui se déroulent dans l'anime sont accompagnés de nombreuses scènes commentées. Les chapitres sont rassemblés et édités dans le format tankōbon par Kōdansha puis rééditée par Shogakukan avec le premier volume intitulé Saga kakusei-hen (ゾンビランドサガ サガ覚醒編) publié le 22 février 2019  (ISBN 978-4-06-515320-8). Un second volume intitulé Saga gekitō shugyō-hen (ゾンビランドサガ サガ激闘修行編) est publié numériquement en août 2019 avant celle de la version physique en octobre 2019. Un troisième volume intitulé Saga kaiko roman-hen (ゾンビランドサガ サガ懐古浪漫編) est publié numériquement en mars 2021. Un quatrième et dernier volume intitulé Saga mirai kaitaku-hen (ゾンビランドサガ サガ未来開拓編) sera publié numériquement en juin 2021.

## Adaptation théâtrale
Il a été annoncé en octobre 2019 que la série est adaptée sous forme de pièce de théâtre, intitulée Zombie Land Saga Stage de dōn! (ゾンビランドサガ Stage de ドーン！),. La mise en scène est menée par Yu Murai qui est également le scénariste de cette pièce avec une bande originale composée par Yasuharu Takanashi et Funta7. Sept représentations seront jouées au Sōgetsu Hall (ja) de Tokyo entre le 11 et le 14 mars 2020.

### Distribution
| Personnage      | Acteur/Actrice        |
| --------------- | --------------------- |
| Sakura Minamoto | Sakiho Motonishi (ja) |
| Saki Nikaidō    | Yuriya Suzuki (ja)    |
| Ai Mizuno       | Rie Matsuoka (ja)     |
| Junko Konno     | Yūna Kitahara         |
| Yūgiri          | Mioka Sakamoto (ja)   |
| Lily Hoshikawa  | Rin Takanashi         |
| Tae Yamada      | Asami Morita          |
| Kōtarō Tatsumi  | Noriyuki Ohashi       |